# Olímpio Adolfo de Sousa Pitanga
Olímpio Adolfo de Sousa Pitanga (Bahia, setembro de 1836 — Porto, outubro de 1906) foi um advogado e político brasileiro.
Filho de João de Sousa Gomes Pitanga e de Maria Clara de Jesus Pitanga. Casou com Cândida Paulina Ferreira Guimarães Pitanga.
Foi deputado à Assembleia Legislativa Provincial de Santa Catarina na 16ª legislatura (1866 — 1867), na 17ª legislatura (1868 — 1869), e na 25ª legislatura (1880 — 1881).